# Brånberget
Brånberget är ett naturreservat beläget cirka 9 kilometer nordost om Höljes i Torsby kommun i  Värmland. Här finns länets näst högsta berg på 691 meter över havet, och naturskog av förfjällstyp. Naturen består förutom skogen av öppna hällmarker, där endast mossor och lavar växer. 